# Cantuaria kakahuensis
Cantuaria kakahuensis är en spindelart som beskrevs av Forster 1968. Cantuaria kakahuensis ingår i släktet Cantuaria och familjen Idiopidae. Inga underarter finns listade.